# 森賴斯比奇 (密蘇里州)
森賴斯比奇（英語：Sunrise Beach）是位於美國密蘇里州康登縣及摩根縣的村。

## 人口
根據2020年美國人口普查的數據，森賴斯比奇的面積為14.90平方千米，當中陸地面積為14.88平方千米，而水域面積為0.02平方千米。當地共有人口431人，而人口密度為每平方千米29人。